# Poladryas polingi
Poladryas polingi är en fjärilsart som beskrevs av Gunder 1926. Poladryas polingi ingår i släktet Poladryas och familjen praktfjärilar. Inga underarter finns listade i Catalogue of Life.